# Sakin Ol
Sakin Ol is het debuutalbum van de Turkse singer-songwriter Sertab Erener.

## Nummers
1. Aldırma Deli Gönlüm
2. Suçluyum
3. Ateşle Barut
4. Yalnızlık Senfonisi
5. Sakin Ol
6. Vurulduk
7. Unutamadım
8. Oyun Bitti
9. Elele
10. O, ye